# Santa Cruz de Marchena
Santa Cruz de Marchena er en by og kommune i det sydøstlige Spanien i provinsen Almería. Den har et indbyggertal på 245 (2024) indbyggere.